# Grebały (sielsowiet Gierwiaty)
Grebały (biał. Грэбалы, Hrebały; ros. Гребалы, Griebały) – wieś na Białorusi, w obwodzie grodzieńskim, w rejonie ostrowieckim, w sielsowiecie Gierwiaty, przy linii kolejowej do Białoruskiej Elektrowni Jądrowej.

## Historia
W okresie międzywojennym leżały w Polsce, w województwie wileńskim, w powiecie wileńsko-trockim, do 1 kwietnia 1927 w gminie Worniany, następnie w gminie Michaliszki/Gierwiaty.
Po II wojnie światowej w granicach Związku Sowieckiego. Od 1991 w niepodległej Białorusi.